# Francisco Maciel
Francisco Maciel García (Querétaro, 1 juli 1964) is een voormalig professioneel tennisser uit Mexico. Hij vertegenwoordigde zijn vaderland bij de Olympische Spelen van 1984 in Los Angeles, waar hij in de finale werd verslagen door de Zweed Stefan Edberg. Tennis was toen een demonstratiesport.

## Olympische Spelen

### Enkelspel
| Olympische Spelen 1984 |                  |                         |
| Eerste ronde           | Derrick Rostagno | 6–4, 7–6                |
| Tweede ronde           | Emilio Sánchez   | 6–4, 6–4                |
| Kwartfinales           | Jakob Hlasek     | 3–6, 6–2, 7–5           |
| Halve finales          | Paolo Canè       | 6–2, 6–0                |
| Finale                 | Stefan Edberg    | 1–6, 6–7                |
| Olympische Spelen 1988 |                  |                         |
| Eerste ronde           | Diego Nargiso    | 6–4, 6–2, 6–7, 6–7, 6–8 |